# Mike Daniels (Footballspieler)
Michael Wayne Daniels Jr. (* 5. Mai 1989 in Stratford, New Jersey) ist ein ehemaliger US-amerikanischer American-Football-Spieler. Er spielte sieben Jahre lang bei den Green Bay Packers in der National Football League (NFL) auf der Position des Defensive Tackles. Daniels stand zuletzt bei den Cincinnati Bengals unter Vertrag.

## College
Daniels, der schon früh sportliches Talent erkennen ließ und während der Highschool auch als Leichtathlet und Ringer brillierte, besuchte die University of Iowa  und spielte für deren Team, die Hawkeyes, von 2008 bis 2011 erfolgreich College Football. In 47 Partien konnte er 123 Tackles setzen und 15,5 Sacks erzielen.

## NFL

### Green Bay Packers
Beim NFL Draft 2012 wurde er in der vierten Runde als insgesamt 132. von den Green Bay Packers ausgewählt. In seinem Rookiejahr lief er in 14 Spielen auf und kam auch fallweise in den Special Teams zum Einsatz. Nach zwei Spielzeiten als Backup auf verschiedenen Positionen in der Defensive Line, avancierte er 2014 zum Starting Right Defensive Tackle und zählt seither zu einer der Stützen der Defense der Packers.
Im Dezember 2015 erhielt er einen neuen Vierjahresvertrag in der Höhe von 42 Millionen US-Dollar, wodurch er zu einem der bestbezahlten Defensive Linemen der Liga wurde.
2017 wurde Daniels für seine konstant guten Leistungen erstmals in den Pro Bowl berufen.
Am 24. Juli 2019 wurde er von den Green Bay Packers entlassen.

### Detroit Lions
Nur zwei Tage später unterschrieb Daniels einen Einjahresvertrag in der Höhe vom 9,1 Millionen US-Dollar bei den Detroit Lions.

### Cincinnati Bengals
Im August 2020 nahmen die Cincinnati Bengals für ein Jahr unter Vertrag. Am 30. März 2021 unterschrieb er erneut für ein Jahr. Am 31. August 2021 wurde er im Rahmen der Kaderverkleinerung auf 53 Spieler entlassen und eine Woche später in den Practice Squad aufgenommen.